# Pinacothèque Tosio Martinengo
 (août 2025).
La pinacothèque Tosio Martinengo est un musée d'art italien logé dans le palais Martinengo da Barco, 4 place Moretto à Brescia, en Lombardie.

## Histoire
La première pinacothèque remonte à 1851. Elle est logée dans le palais Tosio, et se compose des collections d'art du comte Paul Tosio (1832) et d'autres peintures et des objets provenant des églises désacralisées ou de bâtiments détruits. En 1884, le comte Martinengo Leopardo da Barco fait don à la ville de son palais, de sa bibliothèque et de ses collections scientifiques et artistiques. La collection Tossio y est ensuite transférée.
La nouvelle pinacothèque s'ouvre en 1908, et s'enrichit ensuite par héritage et d'autres acquisitions. La riche section dessins et estampes abrite la grande collection de Fè d'Ostiani et détient la plus grande collection de peintures japonaises et chinoises sur papier et sur soie. Le musée accueille également des expositions temporaires.

## Caractéristiques
Le musée présente, au long d'un parcours de 25 salles, l'histoire de l'art à Brescia du XIVe au XVIIIe siècle, avec des œuvres de Raphaël, de Francesco Filippini, du Moretto, du Romanino.

### Œuvres principales
- Giacomo Ceruti, dit il Pitocchetto : Portrait de Giovanni Maria Fenaroli, Lavandière, Deux Mendiants, Femmes au travail, Les Cordonniers ;
- Antonio Cicognara :  Saint Georges et la princesse ;
- Marco Richiedei : Rencontre de Jésus avec Marie ;
- Giacomo Francesco Cipper, dit il Todeschini : Sur le marché ;
- Vincenzo Civerchio : Retable de saint Nicolas de Tolentino (panneaux avec Saint Nicolas de Tolentino et San Rocco) ;
- Modesto Faustini : Florian Ferramola refuse de quitter la cour devant les troupes de Gaston de Foix ;
- Francesco Filippini : Vae Tyrannis ;
- Vincenzo Foppa : Retable, Bannière Orzinuovi ;
- Luca Giordano : L'Astrologue (Héraclite), Le Mathématicien (Démocrite) ;
- Lorenzo Lotto : L’Adoration des bergers ;
- Moretto :  Bannière de la Sainte Croix, Retable de Sainte-Euphémie, Saint Antoine de Padoue avec saint Antoine Abbé, et Nicolas de Tolentino, Annonciation, Le Christ et l'Ange, Salomé, Souper à Emmaüs, Retable Luzzago, Retable Rovelli, Pentecôte, Portrait d'un gentilhomme avec lettre, Le Christ tombant sous le poids de la croix (fresque), Nativité avec saint Jérôme et un donateur ;
- Giovanni Battista Moroni : Portrait d'un gentilhomme, Portrait d'un docteur, San Faustino, San Giovita ;
- Francesco Napoletano : Retable de saint Nicolas de Tolentino (panneau avec Saint Sébastien)
- Francesco Paglia : Joie caduque, Le Bonheur éternel, Amour durable, Passion éphémère
- Francesco Podesti : Torquato Tasso à Ferrare ;
- Il Romanino : Retable de saint Dominique, Retable d'Avogadro, Portrait d'un gentilhomme, Saint Jérôme pénitent, Dîner à la maison de Simon le Pharisien (fresque), Souper à Emmaüs ;(fresque), Nativité, Le Christ portant la Croix ;
- Filippo Roos dit Rosa da Tivoli : La Pause de midi, L’Abreuvoir des chevaux, L'Arrêt le long du fleuve ;
- Raphaël : Ange, Le Christ bénissant ;
- Antonio Rasio : Les Saisons ;
- Giovanni Gerolamo Savoldo , Portrait d'un jeune flûtiste, Adoration des bergers ;
- Ibrahim Kodra : Figura di forme geometriche cilindriche ;
- Andrea Solari :  Le Christ portant la croix et Chartreux en prière ;
- Nicolas Tournier : Flutiste ;
- Paolo Veneziano : Saint Jean-Baptiste, Saint Augustin, Saint Ambroise et Saint Paul, panneaux du polyptyque des Saint Côme et Damien.

## Galerie

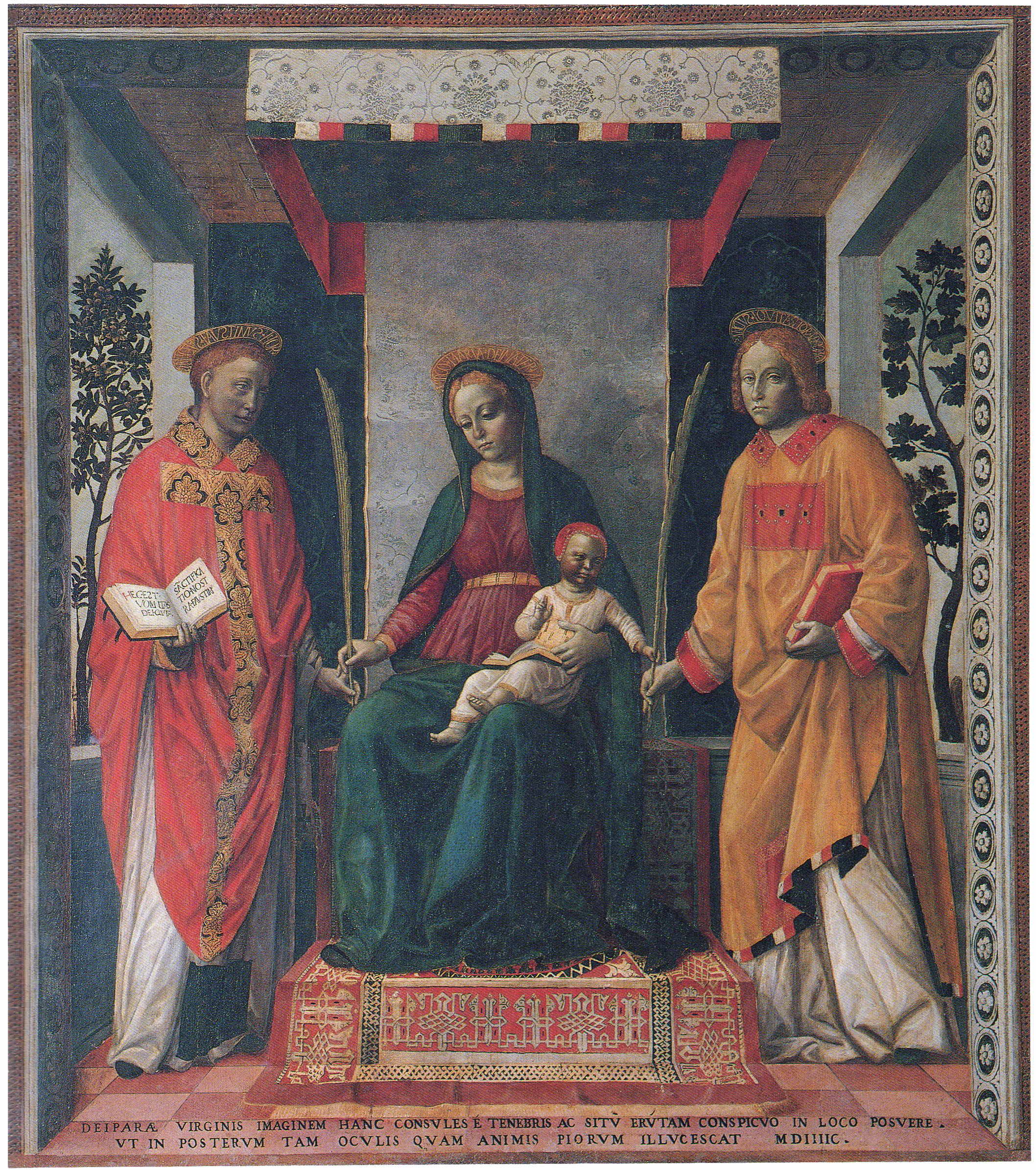
Vincenzo Foppa, Retable des marchands.
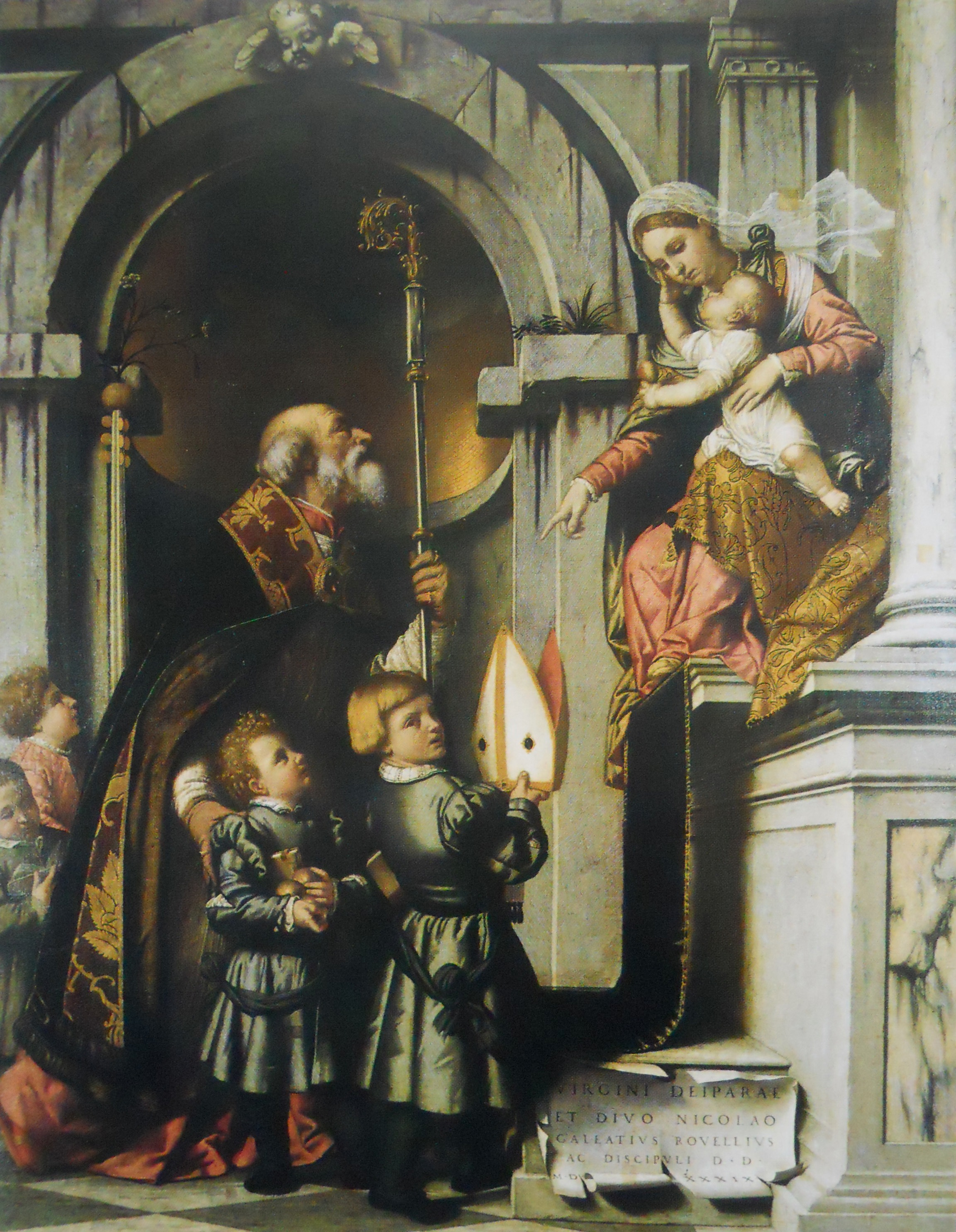
Moretto, Retable Rovelli.
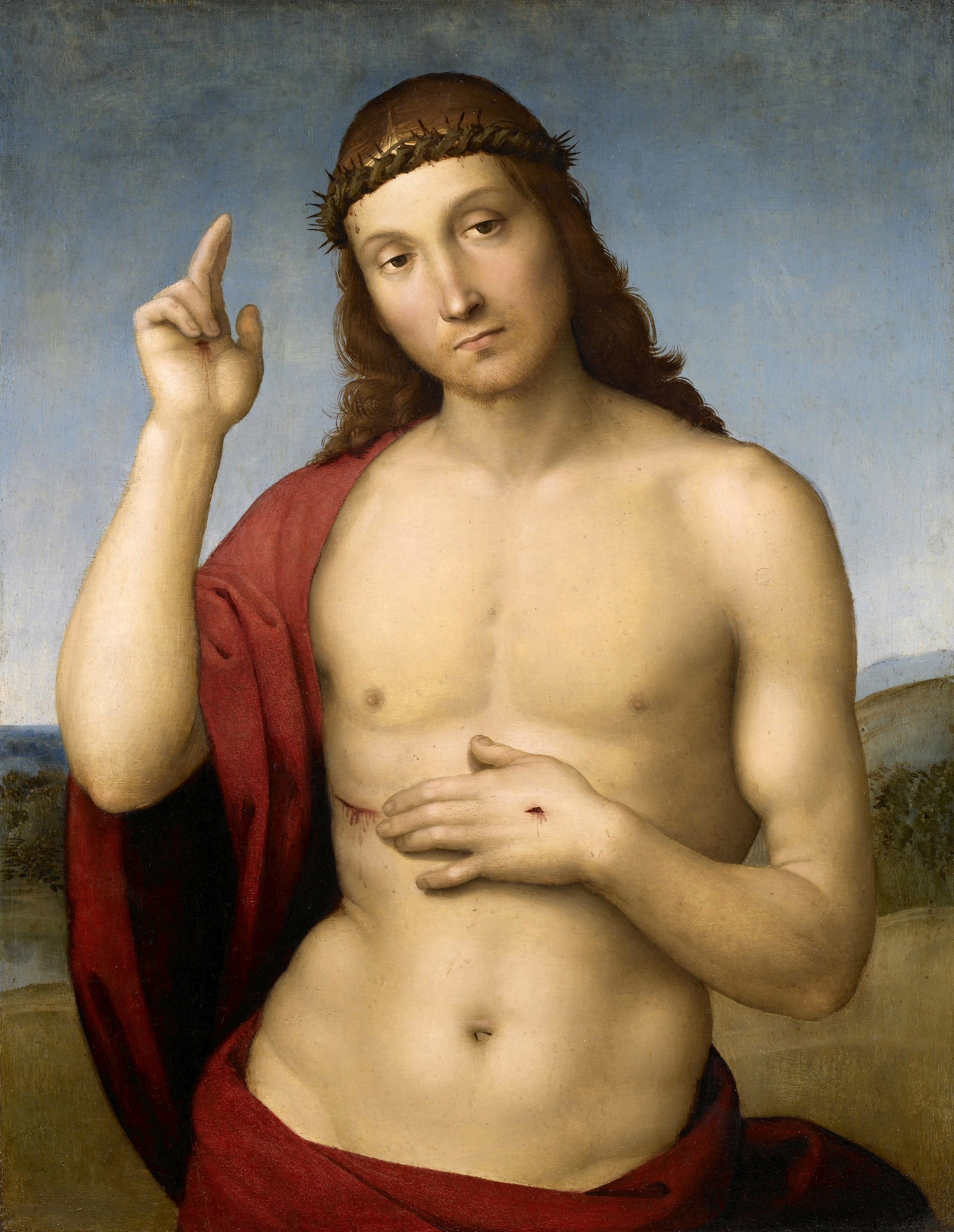
Raphaël, Le Christ bénissant.
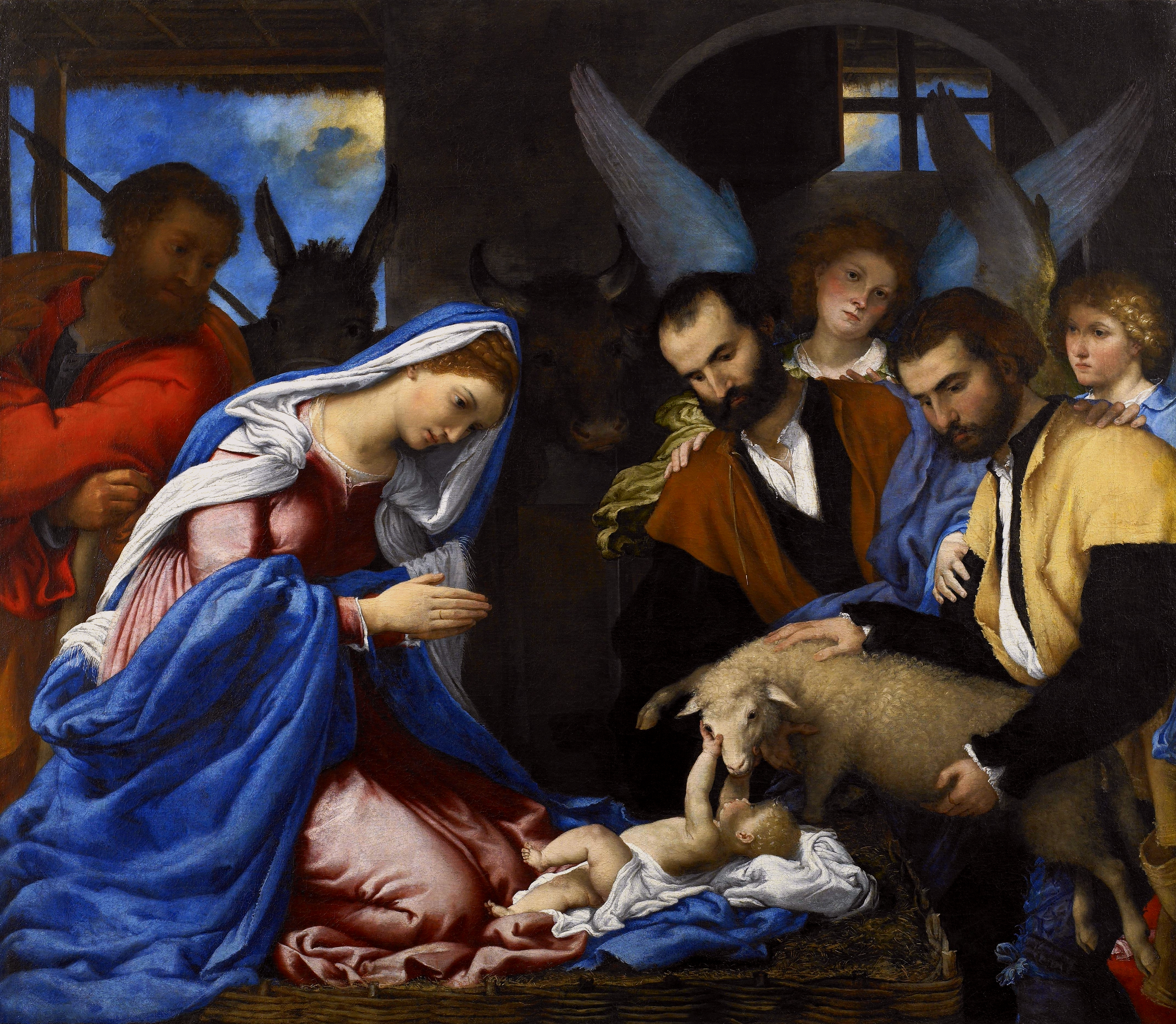
Lorenzo Lotto, L'Adoration des bergers.
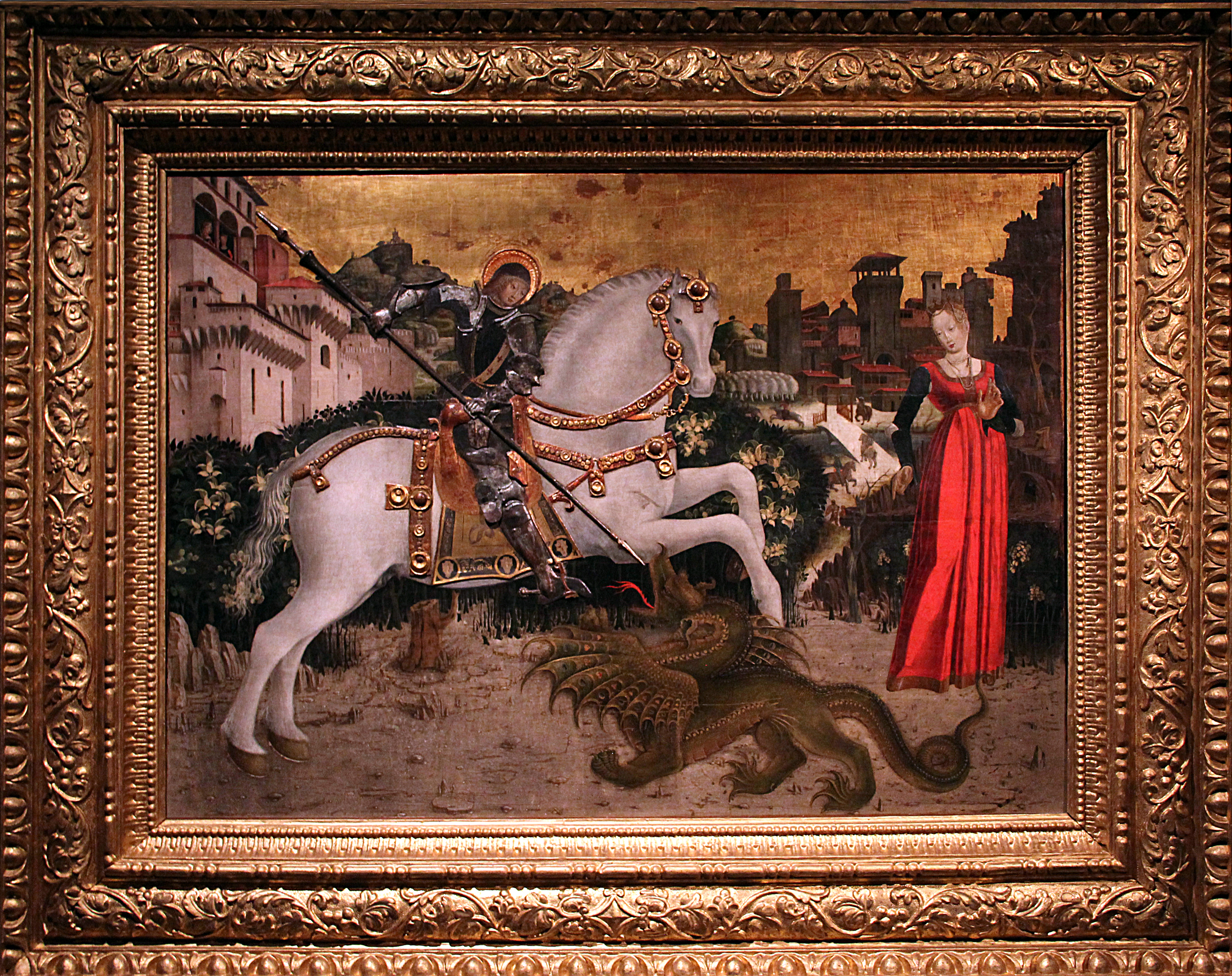
Saint Georges et le dragon (1460-1465), Antonio Cicognara.